# Leonard Capdebou
Leonard Capdebou (Alcúdia vers 1525-Alcúdia 1603).
Fou un advocat, síndic i notari a la ciutat d'Alcúdia.
Va rebre el càrrec de delegat i síndic de la Universitat d'Alcúdia. Va representar a Alcúdia davant la Universitat del Regne a Madrid
a on s'enfrontà a la Universitat del Regne en 1594 per pagar el dret que l'imposaren al formatge alcudienc, fent anul·lar dit pagament advocant el privilegi que l'atorgà a la Universitat d'Alcúdia el 18 d'octubre de 1525 pel mateix emperador Carles V.
Va rebre el càrrec de Batlle Reial d'Alcúdia entre 1549 i 1553.
A primers de 1595 una esquadra anglesa va bloquear Mallorca "(...) i temerosos que hiciera desembarcos, el Síndico Capdebou que residía aún en Madrid, procuró por todos los medios favorecer la idea de fortificar las costas del Reino en general y en particular de Alcúdia, amenazada entonces por la escuadra de Inglaterra en guerra contra España."
El 19 d'agost de 1598 el rei Felip II d'Espanya atorgarà a Alcúdia la Reial Ordre en la que ordenaba al governador de l'illa, el virrei D. Hernando Zanoguera, "la fabricación de las dos torres en el puerto de la ciudad de Alcúdia.
El mismo día 19 de agosto firmó otro Real Decreto en què señalaba la suma de 6.000 ducados, para dichas fortificaciones y armamentos; pagando 2.000 la Universidad de Alcúdia."
Va exercir el càrrec de Secretari d'Alcúdia en 1598.
Morí a Alcúdia, el 2 d'octubre de 1603.